# Pepe Ortiz Peláez
José Luis Ortiz Peláez (Gijón, Asturias, España, 19 de marzo de 1931-ib., 17 de enero de 2001), conocido como Pepe Ortiz, fue un futbolista español que jugaba como delantero o centrocampista. Desarrolló toda su carrera deportiva en el Real Gijón, equipo con el que disputó un total de 343 encuentros en los que consiguió anotar 137 goles a lo largo de catorce temporadas.

## Trayectoria
Ortiz comenzó jugando en diversos equipos de barrio como el Tucán, el Bomberos, la Carreñina o el Pelayo C. F., antes de pasar a engrosar las filas del Real Gijón en 1949, cuando competía en Segunda División. Se mantuvo en el equipo rojiblanco hasta su retirada, en 1963, y llegó a disputar 343 partidos, tanto en Primera como en Segunda División, en los que llegó a marcar un total de 137 goles.
Además, pasó a la historia del Sporting en 1961 durante un partido contra el C. D. Castellón en las semifinales de un torneo en el que se dirimía el descenso o no del equipo a Tercera División y que finalizó con empate a dos goles. El reglamento de la época estipulaba que, entonces, habría de lanzarse una moneda para decidir el vencedor del encuentro; Ortiz eligió cruz, acertó, y el Sporting pudo acceder a la final del torneo contra el Sevilla Atlético Club, en la que venció y pudo mantenerse en Segunda. Curiosamente, también había elegido cruz para escoger campo y al comenzar la prórroga, acertando en ambas ocasiones.

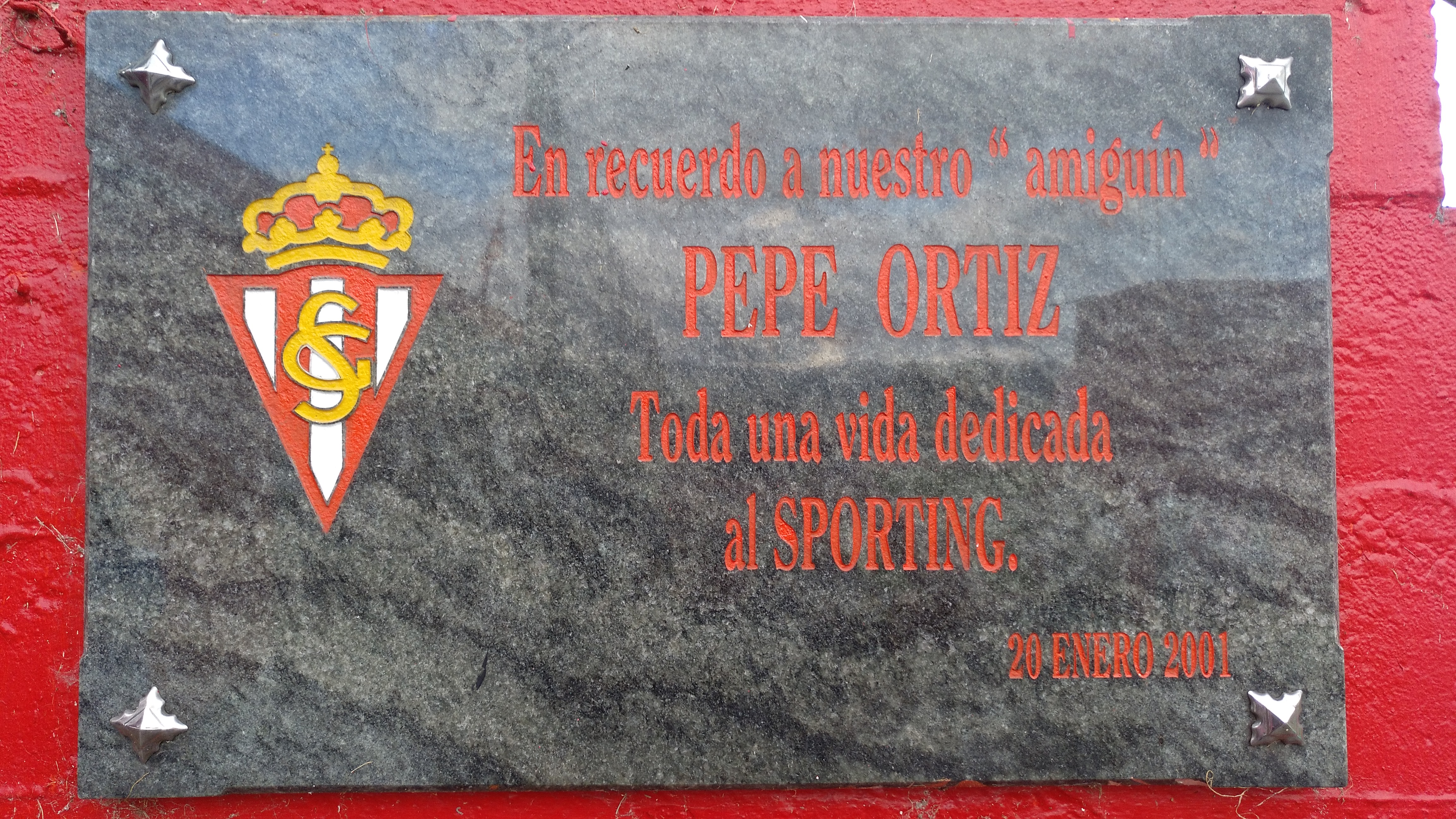
Placa en recuerdo de Pepe Ortiz en la Escuela de fútbol de Mareo.

Tras retirarse como futbolista, ejerció labores de delegado del primer equipo rojiblanco hasta su jubilación, en 1995. Le fue concedida la insignia de oro de la Asociación de Veteranos del Sporting y, el 20 de enero de 2001, el campo de fútbol n.º 1 de la Escuela de fútbol de Mareo fue bautizado con el nombre de Pepe Ortiz en su honor. En 2005, una calle de Gijón situada en el barrio de Ceares recibió la misma denominación. También dio nombre a una peña sportinguista, la Peña Ortiz, que construyó el campo de fútbol El Molinín, en la parroquia gijonesa de Cabueñes, y gestionó varios equipos de fútbol base.

## Clubes
| Club       | País   | Año       |
| ---------- | ------ | --------- |
| Real Gijón | España | 1949-1963 |